# Valerio Valeri
Valerio Valeri (ur. 7 listopada 1883 w Santa Fiora, zm. 22 lipca 1963 w Rzymie) – włoski duchowny katolicki, wysoki urzędnik Kurii Rzymskiej, kardynał, prefekt Kongregacji ds. Zakonów.

## Życiorys
Ukończył Pontyfikalne Rzymskie Ateneum "S. Apolinare". Święcenia kapłańskie otrzymał 21 grudnia 1907 w Rzymie. Pracował w Rzymie m.in. jako wykładowca na swej macierzystej uczelni, w Sekretariacie Stanu a także jako audytor w nuncjaturze we Francji. W 1921 został prywatnym szambelanem Jego Świątobliwości, a w 1923 prałatem domowym.
18 października 1927 został tytularnym arcybiskupem Efezu i delegatem apostolskim do Egiptu i Arabii. Sakrę otrzymał z rąk kardynała Donato Sbarrettiego. W latach późniejszych był nuncjuszem w Rumunii i Francji. W latach 1944–1948 pracował w sekcji ds. Nadzwyczajnych Spraw Kościoła Sekretariatu Stanu. W styczniu 1953 kreowany kardynałem z tytułem prezbitera San Silvestro in Capite. Pięć dni po otrzymaniu kapelusza kardynalskiego mianowany prefektem Kongregacji ds. Zakonów. Brał udział w konklawe 1958 i 1963 roku. Zmarł niedługo po wyborze papieża Pawła VI.
Wyświęcił na kapłanów przyszłego brytyjskiego kardynała Murphy'ego-O’Connora i polskiego abpa Wesołego.